# Karol Koch
Karol Koch (29. června 1890, Náměšť nad Oslavou – 24. ledna 1981, Toronto, Kanada, jinak též Karel Koch) byl bratislavský lékař, protifašistický odbojář a dlouholetý politický vězeň.

## Životopis
Karel Koch se narodil v roce 1890 v Náměšti nad Oslavou, roku 1910 odmaturoval na gymnáziu v Brně a mezi lety 1910 a 1911 studoval Českou vysokou školu technickou v Brně, obor stavebního inženýrství. Mezi lety 1911 a 1917 pak vystudoval lékařskou fakultu v Praze. Po studiu medicíny v Brně, Praze a Vídni přišel Karol Koch po vzniku ČSR v roce 1919 do Bratislavy spolu se skupinou lékařů okolo profesora Stanislava Kostlivého. V roce 1923 se habilitoval jako docent v oboru speciální chirurgie a v roce 1927 byl jmenován profesorem chirurgické propedeutiky. V roce 1929 začal podle plánů architekta a svého přítele Dušana Jurkoviča budovat Kochovo sanatorium s přilehlou Kochovou zahradou. Sanatorium bylo dokončeno v roce 1931. V roce 1936 se stal předsedou „Zemského spolku pre pečlivosť o zmrzačené deti“ (Zemského spolku pro péči o zmrzačené děti), kromě toho přednášel, operoval a stavěl ústav pro postižené.
V roce 1938 mu jako Čechovi slovenské Ministerstvo školství pozastavilo „služební požitky“ a jeho sanatorium bylo anektováno Němci. Nadále však léčil prominentní německé pacienty, kromě jiných i rodinu německého velvyslance Manfreda von Killingera. V Kochově bytě se konaly tajné diskuse o německé podpoře vzniku samostatného Chorvatska.
Od roku 1939 se Koch intenzivně zapojil do práce ilegální protifašistické skupiny Justícia. Poprvé byl Koch na tři měsíce zatčen v roce 1941 za údajnou špionáž pro Srbsko a Rusko. Po bombardovaní bratislavské „Apolky“ a po potlačení povstání v roce 1944 vypsali Němci na Kochovu hlavu odměnu 100 000 říšských marek. Několik Kochových spolupracovníků ze skupiny Justícia zemřelo v koncentračních táborech, jedním z nich byl poručík Oldřich Seiler, Koch se zachránil i přičiněním rodiny Dušana Jurkoviče.
Po osvobození Bratislavy se Karol Koch 6. dubna 1945 stal na tři dny předsedou dočasného Národního výboru (primátorem) za občanský – nekomunistický odboj. Po roce 1945 obnovil sanatorium a pracoval jako vědec. V roce 1947 byl vyznamenán „Řádem SNP I. třídy“.
Koncem roku 1947 prodal sanatorium, ale po nástupu bolševiků k moci v únoru 1948 byl prodej anulován a sanatorium bylo znárodněno. Začátkem roku 1951 byl Karol Koch zatčen a 20. června 1951 v zinscenovaném procesu „se skupinou velezrádců a špionů skupiny ONBRA (Obrana národa)“ byl odsouzen na doživotí. Dva jeho spoluobžalovaní, ing. J. Dlouhý a J. Velecký byli popraveni.
Karol Koch prošel nelidskými komunistickými věznicemi v Bratislavě (Justiční palác), Leopoldově, Ilavě, Mírově a Bytízi. Roku 1963 byl po 12 letech vězení amnestován. Žil v panelákovém bytě v Bratislavě. Po okupaci Československa v r. 1968 vojsky Varšavského paktu emigroval 1. září 1968 do Kanady. Podílel se na exilovém krajanském životě. 24. ledna 1981 zemřel v Torontu. Urna s jeho popelem a popelem jeho manželky je uložena na torontském hřbitově.
V roce 1971 mu památník Jad vašem udělil titul Spravedlivý mezi národy.
18. března 1991 byly rozsudky komunistického soudu odsuzující Kocha z velezrady zrušeny.
Věnoval se také sportu, v roce 1914 na prvním mistrovství Moravy v krasobruslení obsadil druhé místo, od roku 1920 byl členem výboru a předsedou odboru bruslení v SK Moravská Slavia v Brně.

## Dílo

### Knižní publikace
- Príručka úrazového lekára (1933)
- Mrzáci bez sveta a svet bez mrzákov (1941)
- Lekár Anonymus (1942)
- Slovo má ľudskosť (1946)
- Justícia (1946)